# Der Nordschleswiger
Der Nordschleswiger es un periódico en lengua alemana con sede en la ciudad danesa de Aabenraa y oficinas locales en Haderslev, Sønderborg, Tinglev y Tønder. Fundado en 1946, oficia como vocero de la minoría alemana del Norte de Schleswig. Fue el primer periódico en alemán fundado en Europa después de la Segunda Guerra Mundial.
Del otro lado de la frontera se publica un "periódico gemelo", Flensborg Avis, vocero de la minoría danesa en Alemania.
Ambos periódicos integran la Asociación Europea de Diarios en Lenguas Minoritarias o Regionales (MIDAS).